# Sint-Servatiuskerk (Schijndel)

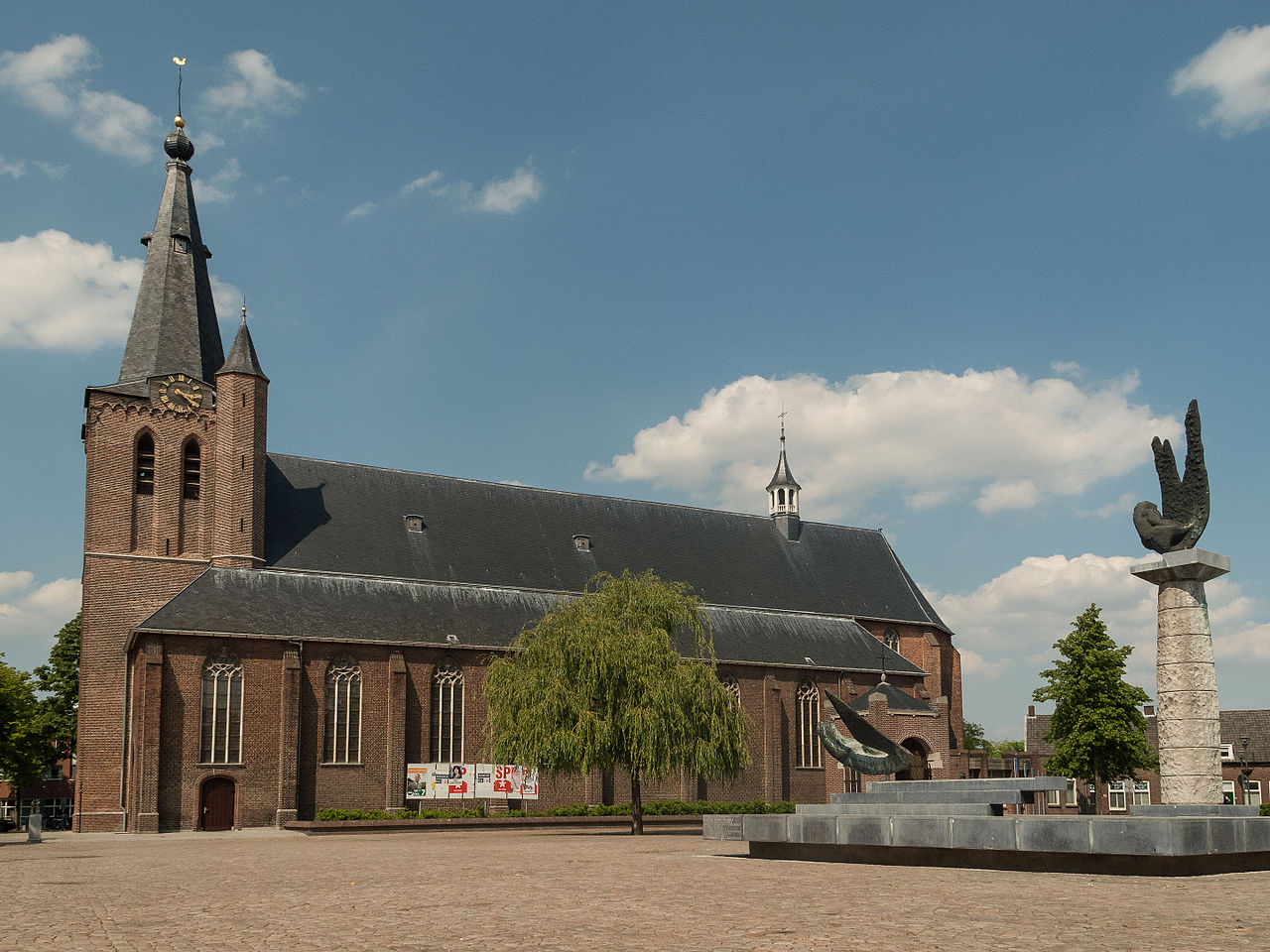
Sint-Servatiuskerk

De Heilige Servatiuskerk, een zogenaamde waterstaatskerk, is een neogotische rooms-katholieke kerk uit 1839 aan de Markt in Schijndel in de Nederlandse provincie Noord-Brabant. De kerk is een driezijdig gesloten basilicale kerk met een driezijdig gesloten koor. De kerk is aangewezen als rijksmonument.
De kerktoren uit de vroege 15e eeuw is laatgotisch met een achtkantige traptoren en een steile spits met een bol. Ze heeft geen steunberen, maar wel geledingen en boogfriezen. In de kruisingtoren is een kerkklok van een anonieme gieter met een diameter van 55 cm uit 1686.
Op het kerkplein staat een bevrijdingskapel uit 1953, ontworpen door Peter Roovers. Sinds 1957 staat bij de kerk ook een Heilig Hartbeeld.

## Interieur

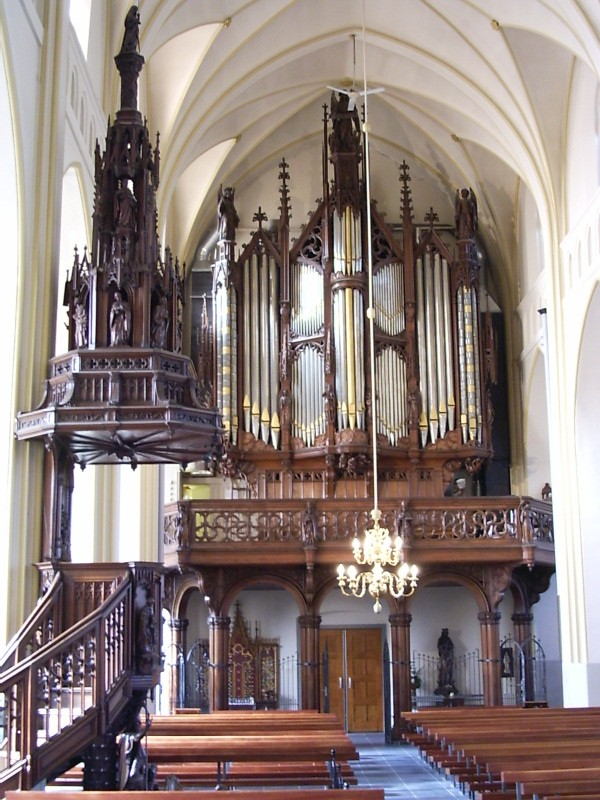
Orgel van de Sint-Servatiuskerk

Het interieur bestaat uit onder andere een preekstoel met beeldengroep van eikenhout (met een prekende Johannes de Doper) deels Waterstaatsstijl, deel neogotisch van Hendrik Peeters-Divoort uit Turnhout uit 1855. Het neogotische hoogaltaar van Pierre Cuypers uit 1858 is van zeer rijk bewerkt eikenhout. Ook zijn er zes houten beelden in het middenschip van verschillende heiligen, gemaakt door Jan Custers uit Eindhoven tussen 1904 en 1907.
Het grote orgel uit 1852, gemaakt door de orgelbouwer F.C. Smits, heeft drie manualen en 39 registers, verdeeld over hoofdwerk, bovenwerk, positief en vrij pedaal. Het kleine koororgel van Verschueren uit 1970 heeft twee manualen en 16 registers.
In de kerk bevindt zich onder meer de grafzerk van de zeeheld Jan van Amstel (die onder Ruyter en Tromp aan vele zeeslagen deelnam) met een grafschrift van Vondel. Hij woonde in het huis "De Stenen Kamer" en is in 1669 in Schijndel gestorven.